# Lode Anthonis
Lode Anthonis (* 28. November 1922 in Tremelo; † 12. Januar 1992 in Bonheiden) war ein belgischer Radrennfahrer.
Lode Anthonis war Profi-Rennfahrer 1947 bis 1962. Wie viele belgische Profis konzentrierte er sich hauptsächlich auf „Kirmesrennen“ in seinem Heimatland. Seine größten Erfolge waren die Siege bei der Belgischen Straßenmeisterschaft im Jahre 1951 sowie bei  Omloop Het Volk 1955. 1956 siegte er im Eintagesrennen Flèche Hesbignonne-Cras Avernas. Bei den Unabhängigen war er 1947 Vize-Meister im Straßenrennen geworden. 1949 war er im Grote Prijs Beeckman-De Caluwé erfolgreich.
Anthonis, Beiname „de Advocaat“, war für seine eloquente, entschiedene Art bekannt, aber auch gefürchtet, da er regelmäßig mit Funktionären aneinandergeriet. Erst mit 40 Jahren beendete er seine Radsport-Karriere und arbeitete als Vertreter in verschiedenen Branchen.